# 緞子
緞子（どんす）とは、繻子織地に繻子織の裏組織で模様を織り出した織物。
多くの場合、経糸と緯糸にそれぞれ色の違う練り糸を使って、五枚繻子で地と模様を織り出すもので、厚地で光沢があり、どっしりとした高級感がある。金箔や金糸を用いて模様を織り出す金襴と並んで、高級織物の代名詞とされる。
礼装用の帯地のほか、表装具や寺院の調度品などに使われる。

古今　緞子 萌黄紋牡丹唐草

## 歴史
繻子織の発祥の地は、シリアのダマスカス地方と考えられている。現在でも緞子を英訳すると「ダマスク」となる。
中国では、通説では宋代には繻子組織が考案されたと考えられており、元の時代に書かれた『大元聖政国朝典章』には、江南地方で緞子が織られていたという記述がある。
明の時代になると、緞子はより広く織られるようになり、技術も向上した。当時の中国の主要な輸出品の一つとなっている。
日本では、当時流行していた能楽の衣装や茶道に使う古袱紗や仕覆に用いるために、南北朝時代末期から室町時代に掛けて盛んに緞子が輸入されるようになる。ただし、これらの名物裂の中には「珠光緞子」「遠州緞子」など、平織や綾織のものを緞子と呼んだ例も多く、経糸と緯糸の色が違う高級織物の総称として、当時の高級織物である「緞子」の名を使っていた可能性もある。
天正年間に、堺に招聘された明の織工から技術が渡来する。当時は主に男性向けとして織られ、元禄年間になって女性の帯などにも利用されるようになる。